# 荣耀8X
榮耀8X（英語：Honor 8X）是一款由华为生产的智能手机。它于2018年9月发布，支持第四代移动通信技术。

## 显示器和相机
荣耀8X拥有6.5英寸FHD+显示屏，屏幕分辨率为1,080×2,340像素，396 PPI像素密度和19.5:9的纵横比共同提供令人满意的视觉体验。 这款手机配备 20MP + 2MP 双主摄像头，带 PDAF 和双闪光灯，可拍摄清晰、逼真的图片，色彩还原宜人，还具有用于实时图像摄影的 AI 模式。 前置摄像头为 16MP，可拍摄清楚的自拍照。

## 存储和配置
荣耀8X拥有64GB内部存储空间，可扩展至400GB。 该设备采用华为自有的海思麒麟 710 芯片组和两个四核 Cortex A53 处理器，可实现高达 2.2 GHz 的时钟速度。 凭借 Mali-T830 MP2 GPU 和 4GB 内存，这款手机可为应用程序或游戏提供流畅的性能。 它还具有后置指纹扫描仪，以提高安全性。

## 电池和连接
荣耀 8X 使用 3,750 mAh 锂聚合物电池，它可以轻松地为这款手机全天供电。 这是一款兼容 4G Volte 的智能手机，带有双 nano-sim 插槽，第二个插槽是混合插槽，因此所有网络都应该可以正常工作。 附加网络功能包括 WIFI 和蓝牙，位置支持是 A-GPS 和 Glonass 辅助。 有一个标准的微型 USB 充电端口和一个用于有线耳机的 3.5 毫米音频插孔。 该手机配备 64 或 128 GB 的存储空间和 4 GB 或 6 GB 的 RAM，具体取决于地区。 它有一个 6.5 英寸（17 厘米）的显示屏，像素分辨率为 1920×1080，像素密度为 397 ppi。 Honor 8x 具有一个 16 MP 前置摄像头，其双后置摄像头设置由一个 12 MP RGB 镜头和一个 20 兆像素的单色镜头组成。 它可以录制 1080p 视频，并具有 1080p 视频的电子图像稳定功能。

## 作業系統
Honor 8x 搭载 Android (Oreo)（8.1 版）和华为的 EMUI 8.0，可升级至 Android 10.0（Android Q）和 HarmonyOS3.0。